# Tropidophis hardyi
Espèce
Synonymes
- Tropidophis nigriventris hardyi Schwartz & Garrido, 1975

Statut CITES
Tropidophis hardyi est une espèce de serpents de la famille des Tropidophiidae.

## Répartition
Cette espèce est endémique de Cuba. Elle se rencontre du Sud de la province de Cienfuegos à la province de Sancti Spíritus.

## Description
C'est un serpent vivipare.

## Étymologie
Cette espèce est nommée en l'honneur de Jerry David Hardy Jr.

## Publication originale
- Schwartz & Garrido, 1975 : A reconsideration of some Cuban Tropidophis (Serpentes, Boidae).  Proceedings of the Biological Society of Washington, vol. 88, no 9, p. 77-90 (texte intégral).